# Sonya Deville
Daria Rae Berenato (Los Ángeles, California, 24 de septiembre de 1994) es una luchadora profesional y peleadora de artes marciales mixtas estadounidense. Es conocida por haber estado en la empresa WWE, donde se presentó bajo el nombre de Sonya Deville.
Fue una de las concursantes de WWE Tough Enough VI. Deville participó en el primer Elimination Chamber femenino de la historia de la WWE.

## Carrera

### WWE (2015–2025)

#### Tough Enough y NXT (2015-2017)
En junio del 2015, Berenato fue anunciada como una de las trece competidores de la sexta temporada de la competencia de WWE Tough Enough. Pero no llegó muy lejos siendo la tercera eliminada de la competencia.
El 28 de octubre de 2015, Berenato firmó un contrato con WWE para el territorio de desarrollo, NXT para empezar su entrenamiento. Daria debutó el 30 de diciembre de 2015 en un live event de NXT, perdiendo contra Nia Jax. Su debut televisivo oficial fue el 17 de agosto de 2016 en NXT, formando equipo con Mandy Rose y Alexa Bliss siendo derrotadas por Nikki Cross, Carmella y Liv Morgan. El 23 de noviembre en NXT, Berenato junto a Peyton Royce y Billie Kay fueron derrotadas por Liv Morgan, Aliyah y Ember Moon, después de ser traicionada por sus compañeras de equipo. Gracias a esto, tres semanas después buscó venganza contra Kay y Royce, sin embargo el ángulo fue cancelado después de la derrota de Daria a manos de Billie. 
El 19 de abril en NXT, se confirmó que Berenato cambió de nombre a Sonya Deville,  derrotando a Lacey Evans. Deville participó por una oportunidad enfrentando a Nikki Cross y Peyton Royce, pero salió derrotada. En noviembre,  Sonya empezó un breve feudo con Ruby Riott, enfrentandola en algunas ocasiones, la más destacada fue su victoria en la "No Holds Barred Match" del 22 de noviembre. El 27 de noviembre fue transmitida su última lucha dentro de NXT, siendo derrotada por Ember Moon en su única lucha titular por el Campeonato femenino de NXT.

#### 2017-2018
El 20 de noviembre en Raw, Deville debutó en la lista principal junto a Mandy Rose, atacando a Sasha Banks, Bayley, Mickie James y más tarde en el backstage a Alexa Bliss, como parte de la facción Absolution, que fue  liderada por Paige. El 25 de diciembre en Raw, junto a Paige y Rose derrotó a Banks, Bayley y James. El 15 de enero del 2018 en Raw, tuvo su primera victoria individual derrotando a Sasha Banks. El 27 de diciembre de 2017, Paige sufrió una lesión durante un evento en vivo, a causa de esto, Deville y Rose fueron quienes representaron a la facción los siguientes meses, dejando a su exlíder en el rol de mánager.
El 28 de enero en Royal Rumble, participó en la primera Rumble femenina entrando como la #10, logrando eliminar a Torrie Wilson pero siendo eliminada posteriormente por Michelle McCool. En las siguientes semanas, junto a Mandy se vio envuelta en diversos feudos, donde se confirmó su participación en la primera Elimination Chamber femenina por el Campeonato femenino de Raw en el PPV homónimo, sin embargo no logró ganar. El 8 de abril en WrestleMania 34, Sonya participó en la primera WrestleMania Women's Battle Royal, sin embargo fue eliminada por Dakota Kai y Kairi Sane. El 9 de abril en Raw, Paige anunció su retiro de la lucha libre profesional por la lesión ocurrida en diciembre de 2017, lo que marcó la desintegración de la facción.

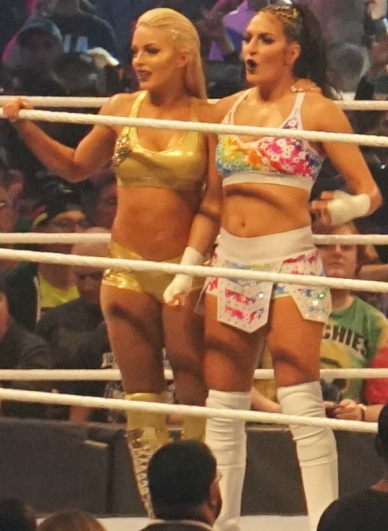
Fire & Desire en WrestleMania 34.

El 10 de abril como parte del Shake-Up, Deville junto a Mandy Rose fue mandada a SmackDown Live!. El 15 de mayo compitió contra Becky Lynch y Mandy Rose para cualificar para el Women's Money in the Bank Ladder Match, en el cual Lynch salió ganadora. Semanas posteriores luchó contra Naomi, Charlotte Flair y Asuka, sin embargo salió derrotada en todos sus encuentros. El 28 de octubre en WWE Evolution participó en el Battle Royal que determinaría a la retadora de cualquier campeonato a elección, solo logró eliminar a Molly Holly, Kelly Kelly y Torrie Wilson con la ayuda de Mandy Rose, sin embargo esta última la traicionaría eliminandola de la contienda.
Él 6 de noviembre en SmackDown Live!, Sonya sería nombrada parte del equipo femenino de la marca azul para Survivor Series por la GM Paige, poco después del anuncio Mandy Rose sale molesta para reclamarle a Paige de excluirla del evento, comenzando por atacar verbalmente a Sonya y las demás integrantes del equipo, lo que hizo que Deville cambiara a Tweener. El 18 de noviembre en Survivor Series 2018 hizo equipo junto a Naomi, Carmella, Asuka & Mandy Rose pero tras el combate se autoelimino junto a Bayley al recibir ambas el conteo de 10 fuera del ring. Más tarde el 27 de diciembre en SmackDown Live, sería parte de una Battle Royal donde la ganadora recibiría una oportunidad titular  en TLC: Tables, Ladders & Chairs 2018 contra Flair y Lynch, sin embargo fue la última eliminada, siendo Asuka la ganadora. 

#### 2019
Deville y Rose resolverían sus conflictos para encarar a Naomi, con quien mantuvieron una rivalidad corta, Sonya fungía más como mánager de Mandy en el ángulo de la historia que también incluyó a Jimmy Uso. Deville entró como la #25 en el Royal Rumble femenino, sin embargo terminaría eliminada por Alexa Bliss. El SmackDown Live! siguiente fue confirmada junto a Mandy como participantes de la Elimination Chamber que definiría a las primeras Campeonas femeninas en parejas de la WWE.
En Elimination Chamber, entró junto a Mandy enfrentó a The Samoan Slaughterhouse (Nia Jax y Tamina),  Fabulous Glow (Naomi y Carmella), The Riott Squad (Liv Morgan y Sarah Logan), The IIconics(Peyton Royce
y Billie Kay) y The Boss 'N' Hug Connection (Sasha Banks y Bayley), sin embargo fueron eliminadas por estas últimas. Posterior a esto, Sonya y Mandy comenzaron una rivalidad con Asuka, donde semanalmente debido a distracciones, tanto Rose como Deville se perjudicaban la una a la otra, el feudo debió culminar en una lucha titular donde se vería envuelto el dúo y Asuka, misma que daría lugar en WrestleMania 35, sin embargo, gracias a las grabaciones de Total Divas, se pudo ver que la lucha fue cancelada para darle el campeonato a Charlotte Flair poco después, pues los escritores querían darle peso al evento principal. En Wrestlemania 35, participó en la batalla real de mujeres pero no tuvo éxito. Los siguientes meses sirvió como acompañante de Mandy, iniciando  breves feudos con Carmella y Ember Moon, mismos que fueron cancelados a corto plazo. 
A mediados de julio, Deville y Rose se enfrentaron sin éxito a The IIconics, The Kabuki Warriors y Alexa Bliss y Nikki Cross por los Campeonatos femeninos en pareja de la WWE. En agosto iniciaron un breve feudo en SmackDown con las campeonas femeninas en parejas, Bliss y Cross, a quienes enfrentaron semanalmente en dúos o luchas individuales, saliendo derrotadas en su mayoría. El 3 de septiembre en SmackDown, Fire & Desire finalmente derrotó a las campeonas, ganando una oportunidad titular en Clash of Champions donde salieron nuevamente derrotadas. El feudo se extendió unas semanas, incluso después de que Bliss y Cross perdieran los campeonatos ante las Kabuki Warriors.

#### 2020
En enero de 2020, participó en la Rumble femenina donde junto a Mandy lograría eliminar a Mercedes Martinez, sin embargo poco después fueron eliminadas por Bianca Belair, quien lanzó a Deville sobre Rose y Otis, empezando un ángulo desde entonces, Sonya se vio envuelta en la storyline "romántica" entre Mandy y Otis en un papel de apoyo a su amiga, al paso de las semanas Mandy dejó de interesarse en Otis por haberla dejado plantada en su cita para San Valentín, sin embargo tras la llegada del "hacker" a SmackDown, este reveló que Deville fue quien saboteo la cita, marcando la separación de Fire & Desire. A lo largo de abril, se reveló que Sonya había ayudado a Dolph Ziggler para que este conquistara a Rose, debido a esto Sonya fue su mánager en su lucha contra Otis en WrestleMania 36, misma donde fue atacada por su excompañera. El 17 de abril en SmackDown, Sonya finalmente reveló la verdad tras su traición, confesó haberse sentido desplazada y menospreciada por Mandy, por lo que se propuso acabar con ella, iniciando un ángulo de cara a SummerSlam, este culminaría con una lucha cabellera vs. cabellera pero la lucha fue cambiada de último minuto a un “La perdedora abandona la empresa”.
Sin embargo, en Summer Slam perdió su lucha contra Mandy, por lo que debió abandonar la empresa (kayfabe). Deville originalmente ganaría el encuentro o lo perdería en la lucha tipo cabellera vs. cabellera, sin embargo, después de su intento de secuestro su abogado le recomendó no afeitarse la cabeza así como distanciarse temporalmente de la compañía hasta resolver asuntos legales contra el acusado.

#### 2021

Deville en febrero de 2021.

El 1 de enero de 2021 en el episodio de SmackDown, después de cuatro meses de ausencia, Deville regresó a la WWE cuando se la vio caminando detrás del escenario junto a otras superestrellas. El comentarista Corey Graves dijo que había sido reinstalada en la marca azul. Deville luego asumiría el papel de asistente del oficial de la WWE Adam Pearce. Más tarde, Sonya comenzó a aparecer en la marca Raw y a tomar decisiones ejecutivas, como quitar la suspensión que se le había dado a Charlotte Flair para después agregarla a la lucha por el Campeonato Femenino de Raw en el evento WrestleMania Backlash. En el episodio del 15 de octubre en SmackDown, Deville luchó en su primer combate después de 14 meses inactiva, haciendo equipo con Shayna Baszler para derrotar a Naomi en una lucha en desventaja, esto después de que ésta insistiera semana a semana con tener combates en la marca azul, empezando así una rivalidad donde Deville tomaría decisiones arbitrarias en su contra.

#### 2022
Posteriormente Sonya sabotearía las luchas en la que Naomi estuviera involucrada, llevándolas a enfrentarse a una lucha individual celebrada el 27 de enero del 2022, donde Naomi la derrotó. En Royal Rumble el 28 de enero, ingresó al Rumble femenino, donde atacó y eliminó a la excompañera de Naomi, Cameron, en señal de venganza, solo para que poco después fuera eliminada por la misma Naomi. Sin embargo, Sonya provocó su eliminación tiempo después en la lucha. Después de esto, Pearce le anunció que comenzaría una investigación sobre su rol de asistente y dependiendo de su puesto, él y la junta directiva tomarán la decisión de que siguiera con el puesto o fuese a ser removida de su cargo. Debido a su estatus, Deville se involucró en la rivalidad que tenían Charlotte Flair y Ronda Rousey, en donde se oponía ante Rousey y favorecía a Flair, con Deville siendo atacada y lesionada por Rousey durante las siguientes semanas. Como Naomi se asoció con la rival de Flair para igualar las probabilidades, se pacto un combate entre los dos equipos en Elimination Chamber. Durante la firma de contrato, Deville puso como estipulación que Rousey tenía que luchar con una mano atada en dicha lucha, pero en el evento, Flair y Deville fueron derrotadas cuando Rousey la obligó a rendirse, poniéndole fin al feudo con Naomi. 
Después de seguir ejerciendo su cargo como asistente, Deville llevó un contrato para asignar quien sería la oponente sorpresa de la campeona femenina de Raw Bianca Belair para una lucha titular que se pactaría para WrestleMania Backlash, en donde Belair firmó y cuando iba a presentar a la oponente, Deville la atacó a espaldas suyas, revelándose como la siguiente contendiente a su título y firmó el contrato para el combate titular, comenzando un pequeño feudo con ella. Sin embargo, la defensa titular fue programada para dentro de dos semanas. No obstante, una semana antes de la defensa titular, Deville recibió una advertencia por parte de Adam Pearce, quien le dijo que si seguía abusando de su poder, su puesto como asistente terminaría por llegar a su fin. La primera oportunidad tiular de Deville en su carrera como luchadora fue llevada a cabo en la ciudad natal de Belair, Knoxville. Durante la lucha, Deville decidió cambiar las estipulaciones a un No Disqualification Match y sin conteos fuera, pero a pesar de contar con ayuda y las interferencias de Carmella y Zelina Vega, fracasó en todos los intentos de ganarle a Belair, quien terminó por cubrirla luego de recibir un silletazo contra un esquinero sin protección y el KOD (el movimiento final de Belair) para retener el título. Tras bastidores, culpó a Carmella y a Zelina por causarle su derrota y en respuesta, las abofeteó. El feudo entre las dos culminó en un Six-Woman Tag Team Match, donde ella, Becky Lynch y Rhea Ripley fueron derrotadas por Belair, Liv Morgan y Asuka después de que Morgan la cubriera para llevarse la victoria. Finalmente, Deville estaba a punto de enfrentarse a su oponente sorpresa, pero Adam Pearce la interrumpió antes de la lucha, para anunciar que la investigación que dependía de su cargo como asistente habría concluido y como resultado, la junta directiva había tomado la drástica decisión de destituirla inmediatamente de su puesto porque tenía demasiadas quejas de no sólo árbitros, sino también de luchadoras por abusar demasiado de su poder, poniéndole fin a 17 meses de su mandato y volviendo a competir como luchadora. Deville quedó impactada por la noticia pero recibió otra, la cual era enfrentarse a su oponente y se reveló que era ni más menos que Alexa Bliss (quien hizo su regreso después de tres meses de ausencia), donde fue derrotada en menos de 40 segundos.

#### 2023-2025
Luego compitió en Royal Rumble el 28 de enero, donde ingresó en el número 27 y obtuvo 3 eliminaciones antes de ser eliminada por Asuka. En el episodio del 27 de marzo de Raw, Deville se asoció con Chelsea Green y derrotaron al equipo de Candice LeRae y "Michin" Mia Yim para clasificarse para el combate de exhibición de WrestleMania femenino. En la noche 2 de WrestleMania 39, Green y Deville no tuvieron éxito, ya que el combate fue ganado por Ronda Rousey y Shayna Baszler. Ambas fueron reclutadas para la marca Raw como parte del Draft. En el episodio del 3 de julio de Raw, Deville y Green ganaron una oportunidad de Campeonato Femenino de Parejas de la WWE. En el episodio del 17 de julio de Raw, derrotaron a Liv Morgan y Raquel Rodríguez para ganar el título, el primer campeonato en la carrera de Deville.
El 7 de febrero de 2025, Deville fue liberada de su contrato por WWE.

## Vida personal
Berenato es lesbiana, siendo la primera mujer dentro de WWE en declararse abiertamente lesbiana, la segunda es Tegan Nox. El 15 de febrero de 2023, Berenato se comprometió con su novia Toni Cassano, una modelo y aficionada al fitness. Ambas se casaron en febrero de 2024.

### Intento de secuestro
En la madrugada del sábado 15 de agosto de 2020, un hombre identificado como Philip Thomas II procedente de California intentó ingresar a la vivienda de la luchadora con intención de secuestrarla. Al momento de su detención, el hombre portaba cinta adhesiva, un cuchillo, gas pimienta y cuerdas con las cuales pretendía someter a su víctima una vez pudiera someterla en su casa. Berenato se percató del intruso cerca de las 2:30 de la mañana hora local del condado de Lutz cuando se escuchó la alarma de su sistema de seguridad al intentar entrar por un acceso de vidrio luego de permanecer cerca de cuatro horas acechando a su víctima. El hombre según lo revelado por la policía, estaba acosando por redes sociales a Berenato.

## Campeonatos y logros
- WWE
  - Bumpy Awards (1 vez) 
    - Best Dressed of the Half-Year (2021) - con Seth Rollins[12]

  - WWE Women's Tag Team Championship (1 vez, actual) – con Chelsea Green.

- Pro Wrestling Illustrated
  - Situada en el N°72 en el PWI Female 100 en 2018
  - Situada en el Nº60 en el PWI Female 100 en 2019.
  - Situada en el Nº56 en el PWI Female 100 en 2020.

## Récord en artes marciales mixtas
| Resultado | Récord | Oponente       | Método                      | Evento                                | Fecha                 | Ronda | Tiempo | Localización            | Notas  |
| --------- | ------ | -------------- | --------------------------- | ------------------------------------- | --------------------- | ----- | ------ | ----------------------- | ------ |
| Derrota   | 2–1    | Jasmine Pouncy | Decisión (unánime)          | University of MMA: Fight Night 9      | 8 de marzo de 2015    | 3     | 6:00   | Los Ángeles, California | [ 13 ] |
| Victoria  | 2–0    | Jeselia Perez  | TKO (golpes)                | CFL HD 2: Bitter Rivals               | 7 de febrero de 2015  | 2     | 2:00   | Victorville, California | [ 14 ] |
| Victoria  | 1–0    | Allenita Perez | Sumisión (guillotine choke) | CFL HD 1: Mavericks, No Guts No Glory | 11 de octubre de 2014 | 3     | 1:09   | Adelanto, California    | [ 15 ] |

## Luchas de apuestas
| Ganadora             | Perdedora               | Lugar            | Evento     | Fecha                | Notas  |
| -------------------- | ----------------------- | ---------------- | ---------- | -------------------- | ------ |
| Mandy Rose (carrera) | Sonya Deville (carrera) | Orlando, Florida | SummerSlam | 23 de agosto de 2020 | [ 16 ] |